# Корягин, Василий Яковлевич
Василий Яковлевич Корягин (5 февраля 1913, дер. Стрелка, Костромская губерния — 23 февраля 1990, Калуга) — организатор сельскохозяйственного производства, плодовод, Герой Социалистического Труда (8.4.1971).

## Биография
Родился в русской крестьянской семье в деревне Стрелка (ныне — Пучежский район, Ивановская область).
В 1927 году окончил школу в деревне Дубново, в 1930 году — школу ФЗУ при тресте «Волголес» (Юрьевец), получив специальность слесаря, в 1931 году — 8-й класс средней школы (Пучеж).
С 1931 года работал заведующим комбинатом колхозного образования, культработником металлообрабатывающей артели «Красный Октябрь», с 1935, по окончании Костромской совпартшколы, — председателем культпросвета той же артели (Дубново).
В 1936—1937 годы служил в Красной Армии механиком-водителем танка 9-й механизированной бригады (Луга). С 1937 года — плановик, затем председатель той же металлообрабатывающей артели.
В 1939 году вступил в ВКП(б), в том же году избран членом бюро Пучежского райкома ВЛКСМ, заведовал отделом агитации и пропаганды райкома. С августа 1940 года — директор стахановской школы Пучежской строчевой артели. С июля 1941 года работал в Пучежском райкоме партии (секретарь отдела пропаганды и агитации, затем — заведующий парткабинетом).
В июле 1942 года мобилизован в армию. Окончив курсы при военно-политическом училище им. Фрунзе (Горький), с ноября 1942 года воевал на Воронежском, 1-м Украинском фронтах — замполит танковой роты, парторг танкового батальона. С августа 1944 года, по окончании высших военно-политических курсов ГПУ РККА, воевал агитатором самоходного артиллерийского полка, был ранен в боях в Восточной Пруссии. Участвовал в боях на Дальнем Востоке; удостоен боевых наград. В начале 1946 года уволен в запас в звании старшего лейтенанта.
С 1946 года — пропагандист Пучежского райкома партии, с 1947 — депутат Пучежского районного совета, председатель райисполкома. С 1951 году с отличием окончил Ивановскую областную партшколу, избран председателем Гаврилово-Посадского райисполкома. С марта 1953 года, по окончании 6-месячных курсов при Высшей партийной школе ЦК, избран депутатом Мещовского районного совета и председателем райисполкома. С марта 1958 года — председатель отстающего колхоза «Знамя» (село Мармыжи Мещовского района).
В 1962—1988 годы — директор совхоза «Красный сад» Калужского треста садоводства и плодопитомнических совхозов (Мещовский район, центральная усадьба — д. Картышово). Привлекал к сбору урожая жителей сёл и деревень, расположенных вдоль железной дороги Сухиничи — Калуга, оплачивая их труд частью собранных плодов, чем снизил потери.
За выдающиеся успехи, достигнутые в развитии сельскохозяйственного производства и выполнении пятилетнего плана продажи государству продуктов земледелия и животноводства, 8 апреля 1971 года удостоен звания Героя Социалистического Труда.
За период его руководства в совхозе «Красный сад» было построено собственное плодоперерабатывающее предприятие мощностью 5000 тонн яблок в год (1975—1976), в дома центральной усадьбы совхоза проведены центральное теплоснабжение, горячая и холодная вода, канализация.
Вышел на пенсию в 1988 году, последние годы жил в Калуге.

## Награды
- два ордена Красной Звезды (25.7.1943[3], 30.9.1945[4])
- орден Трудового Красного Знамени (30.4.1966)[1]
- орден «Знак Почёта»[1]
- юбилейная медаль «За доблестный труд. В ознаменование 100-летия со дня рождения Владимира Ильича Ленина»[1]
- медаль «Серп и Молот» Героя Социалистического Труда и орден Ленина (8.4.1971) — за выдающиеся успехи, достигнутые в развитии сельскохозяйственного производства и выполнении пятилетнего плана продажи государству продуктов земледелия и животноводства[1]
- орден Отечественной войны I степени (6.4.1985)[5]
- орден Дружбы народов (29.8.1986)[1]

## Память
Именем В. Я. Корягина названа улица в д. Картышово.